# Похідні одиниці SI
Похідна́ одини́ця (англ. derived unit) у міжнародній системі одиниць SI — одиниця вимірювання для похідної фізичної величини.
Тут похідна фізична величина (англ. derived quantity) — величина, яку в Міжнародній системі величин (англ. International System of Quantities, ISQ) визначено через основні величини цієї системи. Система SI є когерентною системою одиниць відносно ISQ.

## Загальні положення
Міжнародна система одиниць SI (фр. Système international d’unités) відповідним стандартом визначає набір із семи основних одиниць, з яких формуються усі інші одиниці вимірювання, що називаються похідними одиницями SI і також вважаються частиною стандарту.
Розмірності похідних величин можуть бути виражені за допомогою добутку степенів розмірностей основних величин (L, M, T, I, θ, N, J). Вирази для когерентних похідних одиниць SI через основні одиниці SI може бути отримано з добутку розмірностей відповідних похідних величин ISQ методом використання таких формальних замін: L →м; M → кг; T → с; I → А; θ → К; N → моль; J → кд. Ці заміни є зворотними. Отже розмірність похідної величини в ISQ може бути отримана від її когерентної похідної одиниці в SI через основні одиниці.
Деяким з похідних одиниць для зручності присвоєні спеціальні назви та позначення, такі одиниці теж можна використовувати в математичних виразах для утворення інших похідних одиниць.

## Похідні одиниці, що мають спеціальні назви і позначення
Похідні одиниці SI, що мають спеціальні назви та позначення, схвалені CGPM (Генеральна конференція мір і ваг, фр. Conférence générale des poids et mesures), наведено у перших двох  таблицях. Усього таких похідних одиниць є 22.
| Величина                        | Одиниця вимірювання | Одиниця вимірювання          | Позначення | Позначення | Вираження через основні одиниці SI |
| Величина                        | українська назва    | французька/англійська назва  | українська | міжнародна | Вираження через основні одиниці SI |
| ------------------------------- | ------------------- | ---------------------------- | ---------- | ---------- | ---------------------------------- |
| Площинний кут                   | радіан              | radian                       | рад        | rad        | м·м−1 = 1                          |
| Просторовий кут                 | стерадіан           | steradian                    | ср         | sr         | м2·м−2 = 1                         |
| Температура за шкалою Цельсія   | градус Цельсія      | degré Celsius/degree Celsius | °C         | °C         | K                                  |
| Частота                         | герц                | hertz                        | Гц         | Hz         | с−1                                |
| Сила                            | ньютон              | newton                       | Н          | N          | кг·м·c−2                           |
| Енергія                         | джоуль              | joule                        | Дж         | J          | Н·м = кг·м2·c−2                    |
| Потужність                      | ват                 | watt                         | Вт         | W          | Дж/с = кг·м2·c−3                   |
| Тиск, напруження механічне      | паскаль             | pascal                       | Па         | Pa         | Н/м2 = кг·м−1·с−2                  |
| Світловий потік                 | люмен               | lumen                        | лм         | lm         | кд·ср                              |
| Освітленість                    | люкс                | lux                          | лк         | lx         | лм/м² = кд·ср/м²                   |
| Електричний заряд               | кулон               | coulomb                      | Кл         | C          | А·с                                |
| Різниця електричних потенціалів | вольт               | volt                         | В          | V          | Дж/Кл = кг·м2·с−3·А−1              |
| Електричний опір                | ом                  | ohm                          | Ом         | Ω          | В/А = кг·м2·с−3·А−2                |
| Електрична ємність              | фарад               | farad                        | Ф          | F          | Кл/В = с4·А2·кг−1·м−2              |
| Магнітний потік                 | вебер               | weber                        | Вб         | Wb         | кг·м2·с−2·А−1                      |
| Магнітна індукція               | тесла               | tesla                        | Тл         | T          | Вб/м2 = кг·с−2·А−1                 |
| Індуктивність                   | генрі               | henry                        | Гн         | H          | кг·м2·с−2·А−2                      |
| Електрична провідність          | сіменс              | siemens                      | См         | S          | Ом−1 = с3·А2·кг−1·м−2              |

| Величина                  | Одиниця вимірювання | Одиниця вимірювання         | Позначення | Позначення | Вираження через основні одиниці SI |
| Величина                  | українська назва    | французька/англійська назва | українська | міжнародна | Вираження через основні одиниці SI |
| ------------------------- | ------------------- | --------------------------- | ---------- | ---------- | ---------------------------------- |
| Активність (радіонукліда) | бекерель            | becquerel                   | Бк         | Bq         | с−1                                |
| Поглинена доза            | грей                | gray                        | Гр         | Gy         | Дж/кг = м2·c−2                     |
| Ефективна доза            | зіверт              | sievert                     | Зв         | Sv         | Дж/кг = м2·c−2                     |
| Каталітична активність    | катал               | katal                       | кат        | kat        | моль·с−1                           |

Слід зазначити, що похідна одиниця SI в деяких випадках може бути ідентичною основній одиниці SI. Наприклад, кількість опадів подається як об'єм опадів на одиницю площі, яка є похідною величиною, й отже виражена в похідній одиниці. Когерентною похідною одиницею SI є кубічний метр, поділений на квадратний метр, що дорівнює метру, який також є основною одиницею SI, позначення м³/м² = м.

## Радіан і стерадіан
Спочатку радіан і стерадіан належали до класу додаткових одиниць системи SI. Однак у 1995 році XX Генеральна конференція мір і ваг постановила клас додаткових одиниць з SI виключити і вважати радіан і стерадіан безрозмірнісними похідними одиницями SI зі спеціальними назвами та позначеннями.

## Приклади найважливіших похідних величин та одиниць
| Назва одиниці                | Позначення одиниці | Назва величини     | Позначення через основні одиниці SI |
| ---------------------------- | ------------------ | ------------------ | ----------------------------------- |
| метр за секунду              | м/с                | швидкість          | м·с−1                               |
| метр на секунду в квадраті   | м/с2               | прискорення        | м·с−2                               |
| метр на секунду в кубі       | м/с3               | ривок              | м·с−3                               |
| радіан за секунду            | рад/с              | кутова швидкість   | рад·с−1                             |
| радіан на секунду в квадраті | рад/с2             | кутове прискорення | с−2                                 |
| герц за секунду              | Гц/с               | дрейф частоти      | с−2                                 |
| кубічний метр за секунду     | м3/с               | об'ємна витрата    | м3·с−1                              |

| Назва одиниці                                         | Позначення одиниці | Назва величини                                                    | Позначення через основні одиниці SI |
| ----------------------------------------------------- | ------------------ | ----------------------------------------------------------------- | ----------------------------------- |
| квадратний метр                                       | м2                 | площа                                                             | м2                                  |
| кубічний метр                                         | м3                 | об'єм                                                             | м3                                  |
| ньютон-секунда                                        | Н·с                | імпульс (механіка), кількість руху                                | м·кг·с−1                            |
| ньютон-метр-секунда                                   | Н·м·с              | момент імпульсу                                                   | м2·кг·с−1                           |
| ньютон-метр                                           | Н·м                | момент сили                                                       | м2·кг·с−2                           |
| ньютон за секунду                                     | Н/с                | ривок                                                             | м·кг·с−3                            |
| обернений метр                                        | м−1                | хвильове число, оптична сила, кривина, просторова частота         | м−1                                 |
| кілограм на квадратний метр                           | кг/м2              | поверхнева густина (щільність)                                    | кг·м−2                              |
| кілограм на кубічний метр                             | кг/м3              | масова густина                                                    | кг·м−3                              |
| кубічний метр на кілограм                             | м3/кг              | питомий об'єм                                                     | кг−1·м3                             |
| джоуль-секунда                                        | Дж·с               | дія (фізика), момент імпульсу                                     | м2·кг·с−1                           |
| джоуль на кілограм                                    | Дж/кг              | питома енергія                                                    | м2·с−2                              |
| джоуль на кубічний метр                               | Дж/м3              | густина енергії                                                   | м−1·кг·с−2                          |
| ньютон на метр                                        | Н/м                | поверхневий натяг, механічна жорсткість                           | кг·с−2                              |
| ват на квадратний метр                                | Вт/м2              | густина теплового потоку, опроміненість                           | кг·с−3                              |
| квадратний метр на секунду                            | м2/с               | кінематична в'язкість, температуропровідність, коефіцієнт дифузії | м2·с−1                              |
| паскаль-секунда                                       | Па·с               | динамічна в'язкість                                               | м−1·кг·с−1                          |
| кілограм на метр                                      | кг/м               | лінійна густина                                                   | кг·м−1                              |
| кілограмів за секунду                                 | кг/с               | масова витрата                                                    | кг·с−1                              |
| ват на стерадіан на квадратний метр                   | Вт/(ср·м2)         | енергетична яскравість                                            | кг·с−3                              |
| ват на стерадіан на кубічний метр                     | Вт/(ср·м3)         | спектральна енергетична яскравість                                | м−1·кг·с−3                          |
| ват на метр                                           | Вт/м               | потік випромінювання                                              | м·кг·с−3                            |
| греїв за секунду                                      | Гр/с               | потужність поглиненої дози                                        | м2·с−3                              |
| метрів на кубічний метр                               | м/м3               | ефективність палива                                               | м−2                                 |
| ват на кубічний метр (ват на квадратний метр на метр) | Вт/м3 = Вт/(м2·м)  | спектральна опроміненість, густина потужності                     | м−1·кг·с−3                          |
| джоуль на квадратний метр на секунду                  | Дж/(м2·с)          | густина потоку енергії                                            | кг/с−3                              |
| обернений паскаль                                     | 1/Па               | стисливість                                                       | м·кг−1·с2                           |
| джоуль на квадратний метр                             | Дж/м2              | флюенс                                                            | кг·с−2                              |
| кілограмометр квадратний                              | кг·м2              | момент інерції                                                    | кг·м2                               |
| ньютонометр-секунда на кілограм                       | Н·м·с/кг           | питомий кутовий момент                                            | м2·с−1                              |
| ват на стерадіан                                      | Вт/ср              | сила випромінення                                                 | м2·кг·с−3                           |
| ват на стерадіан на метр                              | Вт/(ср·м)          | спектральна інтенсивність                                         | м·кг·с−3                            |

| Назва одиниці                  | Позначення одиниці | Назва величини                             | Позначення через основні одиниці SI |
| ------------------------------ | ------------------ | ------------------------------------------ | ----------------------------------- |
| моль на кубічний метр          | моль/м3            | молярна концентрація, концентрація розчину | м−3·моль                            |
| кубічний метр на моль          | м3/моль            | молярний об'єм                             | м3·моль−1                           |
| джоуль на кельвін на моль      | Дж/К·моль          | молярна теплоємність                       | м2·кг·с−2·К−1·моль−1                |
| джоуль на моль                 | Дж/моль            | молярна енергія                            | м2·кг·с−2·моль−1                    |
| сіменс-квадратний метр на моль | См·м2/моль         | молярна провідність                        | кг−1·с3·А2·моль−1                   |
| моль на кілограм               | моль/кг            | молярна концентрація                       | кг−1·моль                           |
| кілограм на моль               | кг/моль            | молярна маса                               | кг·моль−1                           |
| кубічний метр на моль-секунду  | м3/моль·с          | каталітична ефективність                   | м3·с−1·моль−1                       |

| Назва одиниці                    | Позначення одиниці | Назва величини                                      | Позначення через основні одиниці SI |
| -------------------------------- | ------------------ | --------------------------------------------------- | ----------------------------------- |
| кулон на квадратний метр         | Кл/м2              | вектор електричної індукції, щільність поляризації  | м−2·с·А                             |
| кулон на кубічний метр           | Кл/м3              | густина заряду                                      | м−3·с·А                             |
| ампер на квадратний метр         | А/м2               | густина струму                                      | м−2·А                               |
| сіменс на метр                   | См/м               | електрична провідність                              | м−3·кг−1·с3·А2                      |
| фарад на метр                    | Ф/м                | абсолютна діелектрична проникність                  | м−3·кг−1·с4·А2                      |
| генрі на метр                    | Гн/м               | магнітна проникність                                | м·кг·с−2·А−2                        |
| вольт на метр                    | В/м                | напруженість електричного поля                      | м·кг·с−3·А−1                        |
| ампер на метр                    | А/м                | вектор намагніченості, напруженість магнітного поля | м−1 А                               |
| кулон на кілограм                | Кл/кг              | експозиційна доза (іонізуючого випромінювання)      | кг−1·с·А                            |
| ом-метр                          | Ом·м               | питомий електричний опір                            | м3·кг·с−3·\·А−2                     |
| кулон на метр                    | Кл/м               | лінійна густина електричного заряду                 | м−1·с·А                             |
| джоуль на тесла                  | Дж/Тл              | магнітний момент                                    | м2·А                                |
| квадратний метр на вольт-секунду | м2/(В·с)           | рухливість носіїв заряду                            | кг−1·с2·А                           |
| обернений генрі                  | 1/Гн               | магнітний опір                                      | м−2·кг−1·с2·А2                      |
| вебер на метр                    | Вб/м               | векторний потенціал електромагнітного поля          | м·кг·с−2·А−1                        |
| вебер-метр                       | Вб·м               | магнітний момент                                    | м3·кг·с−2·А−1                       |
| тесла-метр                       | Тл·м               | магнітна жорсткість                                 | м·кг·с−2·А−1                        |
| ампер-радіан                     | А·рад              | магніторушійна сила                                 | А                                   |
| метр на генрі                    | м/Гн               | магнітна сприйнятливість                            | м−1·кг−1·с2·А2                      |

| Назва одиниці              | Позначення одиниці | Назва величини          | Позначення через основні одиниці SI |
| -------------------------- | ------------------ | ----------------------- | ----------------------------------- |
| люмен-секунда              | лм·с               | світлова енергія        | с·кд                                |
| люкс-секунда               | лк·с               | експозиція (фотографія) | м−2·с·кд                            |
| кандела на квадратний метр | кд/м2              | яскравість              | м−2·кд                              |
| люмен на ват               | лм/Вт              | світлова віддача        | м−2·кг−1·с3·кд                      |

| Назва одиниці              | Позначення одиниці | Назва величини                  | Позначення через основні одиниці SI |
| -------------------------- | ------------------ | ------------------------------- | ----------------------------------- |
| джоуль на кельвін          | Дж/К               | теплоємність, ентропія          | м2·кг·с−2·К−1                       |
| джоуль на кілограм-кельвін | Дж/кг·К            | питома теплоємність             | м2·с−2·К−1                          |
| ват на метр-кельвін        | Вт/м·К             | теплопровідність                | м·кг·с−3·К−1                        |
| кельвін на ват             | К/Вт               | термічний опір                  | м−2·кг−1·с3·К                       |
| обернений кельвін          | 1/К                | коефіцієнт теплового розширення | К−1                                 |
| кельвін на метр            | К/м                | градієнт температури            | м−1·К                               |